# Glycaspis clivosa
Glycaspis clivosa är en insektsart som beskrevs av Moore 1977. Glycaspis clivosa ingår i släktet Glycaspis och familjen rundbladloppor. Inga underarter finns listade i Catalogue of Life.